# Каменець (Седлецький повіт)
Каменець (пол. Kamieniec) — село в Польщі, у гміні Водине Седлецького повіту Мазовецького воєводства.
Населення — 276 осіб (2011).
У 1975-1998 роках село належало до Седлецького воєводства.

## Демографія
Демографічна структура станом на 31 березня 2011 року:
|          | Загалом | Допрацездатний вік | Працездатний вік | Постпрацездатний вік |
| -------- | ------- | ------------------ | ---------------- | -------------------- |
| Чоловіки | 135     | 28                 | 86               | 21                   |
| Жінки    | 141     | 29                 | 57               | 55                   |
| Разом    | 276     | 57                 | 143              | 76                   |